# Алимжанов, Баянгали Токанович
Баянгали Токанович Алимжанов (каз. Баянғали Тақанұлы Әлімжанов, 16 октября 1954, Степняк, Казахская ССР) — советский казахский поэт, писатель, драматург, акын — импровизатор, жыршы ,  жырау, сказитель, манасчи, сатирик, критик, литературовед, режиссёр, сценарист, киноактёр, журналист, кинодокументалист, телеведущий, переводчик, детский поэт и детский писатель. Автор около 90  книг. В Казахстане издано Собрание сочинений Б.Алимжанова в 30-ти томах. Заслуженный деятель Казахстана. Кавалер Ордена Почёта (Казахстан) (Орден «Курмет») и ордена «Достук» Кыргызстана. Единственный в мире и Казахстане сказитель киргизского эпоса о богатыре Манасе — манасчи из некыргызов. Член Союза писателей СССР (1988), Член Союза писателей Казахстана (1991). Член Международного союза акынов — импровизаторов и жыршы- термеши. Член Международного Фонда «Саякбай манасчи». Член Евразийской Творческой Гильдии, Лондон. \ 2019 г.\ Член Союза домбристов Казахстана.\ 2021 г.\ Член Ассоциации Манасоведов Национальной Академии "Манас" Кыргызстана. \ 2024г. \ Пишет в основном на казахском, а также на русском языках.

## Биография
Баянгали Алимжанов родился 16 октября 1954 года в городе Степняк Энбекшильдерского района Кокчетавской области Казахской ССР (с 2017 г. район имени Биржан сал , Акмолинской области) в семье простых тружеников. После окончания средней школы, продолжил образование на отделении казахского языка и литературы филологического факультета Казахского государственного университета им. С. М. Кирова в г. Алматы.
После окончания университета в 1977 году, Баянгали Алимжанов поступил на работу научным сотрудником в дом-музей Сабита Муканова. В разное время работал в редакциях республиканских газет: «Лениншіл жас» (корреспондентом), «Кітап жаршысы», «Қазақ әдебиеті» (литературным редактором); литературным редактором журналов «Балдырған», «Жұлдыз»; редактором документальных фильмов в киностудии «Казахфильм».
В 1987 г. в связи с тяжелой болезнью матери Б. Алимжанов с супругой переехал из тогдашней столицы республики Алматы в совхоз « Кенащинский» Энбекшильдерского района, Кокшетауской \ныне Акмолинской\ области для ухода за родителями. После возвращения в родные места, работал собкорром в областной газете «Көкшетау правдасы»; акыном-импровизатором в районном отделе культуры. После смерти родителей, в 1998 году Алимжановы переехали в г. Кокшетау.
Баянгали работал мастером сцены в казахском областном музыкально- драматическом театре им. Шахмета Хусаинова. С 2006 по 2013 г. — директор и художественный руководитель ТОО «Киностудия Паң Нұрмағамбет». С 2011 г. живут в столице Казахстана г. Астане.
Баянгали Алимжанов женат, имеет четырёх детей. Дочь Аккенже Алимжан — актриса театра и кино, известная телеведущая, лауреат премии Фонда Первого Президента РК. Сын Нурлан Алимжанов — казахский актёр, певец, композитор, телеведущий, Заслуженный деятель Казахстана.
Все дети семейные. Есть внуки.
В 2006 году Баянгали Алимжанову присвоено почётное звание "Қазақстанның еңбек сіңірген қайраткері" \ Заслуженный деятель Казахстана.\
Спортсмен, боксёр, футболист, шахматист. Участник Чемпионата КазССР по шахматам среди школьников. \ г. Караганда, 1970-71 г.\ Чемпион газеты «Лениншіл жас» по шахматам. \1978 г. \ современный «Жас Алаш»\
Родной язык - казахский. Свободно владеет русским и киргизским языками. Читает со словарем и может изъясняться на немецком, турецком, узбекском, каракалпакском, уйгурском, ногайском и татарском языках. Может читать со словарем по английский.

## Творчество

### Театр и кино
Как драматург Баянгали Алимжанов написал около тридцати пьес. Он инсценировал поэму «Батыр Баян» репрессированного в 1938 г. казахского поэта М. Жумабаева Его пьесы — «Сватовство» (1997), «Қожа Насыр» (1989), «Ох, эти милые предки!» (2000), «Ойран», «Смуглянка из мешка», «Путы Биржан сала»," Репортаж из площади суицида"," Кредит и Каспак", детские сказки «Мальчик, победивший Джалмауз», « Алтын нокта» и другие включены в репертуар многих казахстанских театров, среди которых Казахский государственный академический театр для детей и юношества имени Г. Мусрепова \ Алматы\ , Жастар театры, \ Театр молодежи. \г. Нур-Султан.\ .а также Акмолинский, Кызылордынский, Павлодарский, Северо-Казахстанский, Южно- Казахстанский, Семипалатинский областные драматические театры. Наряду с этим, Кургальджинский, Абайский, Аралагашский, Акжаикский, Жаркентский и другие народные театры поставили на своих сценах комедии и драмы Б.Алимжанова. Его пьесы ставили такие видные режиссёры, как Ж. Хаджиев, Н. Жакыпбаев, Хусейн Амир-Темир, М. Оспанов, Б.Курмангожаев, И.Сапаров, а также представители молодого поколения К.Сыздыков, С. Алишерова, М.Оразалина, С. Шаймерденов, Г. Бахтиярова, Б. Токенов, К.Изенаев. Е.Кауланов.
Баянгали Алимжанов сценарист, режиссёр и исполнитель главных ролей в кинофильмах «Аран» (2010), «Айхан» (2011); «Асау толқын» (2012)); "Табиғат пен балалар" \ "Природа и дети", 2022г.\ ,
сценарист и режиссёр в кинофильме «Ән мен анаша» (2007) и шести документальных фильмов, снятых на киностудии «Паң Нұрмағамбет» в 2007—2012 г.
Б. Алимжанов так же автор сценариев документальных фильмов «Сказители», «Акын», «Борец», производства киностудии «Казахфильм» в 1981-84г.
Летом 2021 г. Баянгали Алимжанов снял детский фильм «Табиғат пен балалар». \"Природа и дети". продолжительность 1 час 31 минута.\ Это, наверное, первый Фильм — импровизация, снятый двумя телефонами Айфон! Без сценария, без спецсредств, без финансов \ бюджет — 0 тенге\ . О детях, о природе…Участвовали дети города и аула, жители аула Сарыбель, Панфиловского района , Алматинской области. Это подарок детям от автора, режиссёра и оператора фильма Баянгали Алимжанова!
Он также известен, как организатор и телеведущий популярных республиканских телепередач «Народная сокровищница», «Бес ғасыр жырлайды» и конкурсов жыршы, проводящихся в Казахстане.
Фильмы «Аран», «Айхан», « Асау толқын» \ «Бурная волна»\ « Табиғат пен балалар» \ " Природа и дети " \ есть в Интернете.\ Ютуб.\

### Фольклор
Баянгали Алимжанов с 1984 по 2004 годы принял участие в 216 республиканских, международных и краевых айтысах, завоевал двадцать два Гран-при и многократно был в числе призёров, Он стал обладателем Гран-При Международного айтыса акынов Казахстан-Узбекистан, \ 1992 г. Ташкент, Узбекистан.\ и Казахстан-Кыргызстан. \1993 г. Бишкек, Кыргызстан.\ Его айтысы включены в антологии айтыса и искусств.
Он так же победитель двух Гран-при в республиканских состязаниях жыршы-сказителей. Обладатель специального приза международного конкурса «Манасчи», прошедшего в Кыргызстане в 1995 г. и приуроченного к 1000-летию эпоса «Манас». На сегодняшний день[когда?] Баянгали Алимжанов является единственным манасчи не только в Казахстане, но и во всем мире из некыргызов.. В 1995 году ему была присуждена Международная премия им. А. Малдыбаева Союза композиторов и Министерства культуры Кыргызстана, а в 2016 г.- медаль « Саякбай манасчи» Международного фонда Саякбай Каралаева.\ Кыргызстан, Бишкек.\ Он участник Первого Всемирного фестиваля эпосов народов мира \ Кыргызстан, Бишкек, 2006 г.\ , Международного фестиваля эпосов тюркских народов «Қорқыт ата және Ұлы дала сазы»- «Коркыт ата и музыка Великой степи». \ Казахстан, Кызылорда, 2006 г.\ , III Международного фестиваля «Эпосы народов мира — на земле потомков Джангара» \ 2009 г. Элиста, Калмыкия, Россия.\ В сентябре 2022г. участвовал в Неделе эпоса "Манас" в турецком городе Бурсе, где сказывал "Манас". В августе 2023г. он участвовал в Международном фольклорном фестивале "Паландокен Культур Жолы " - "Путь культуры Паландокен" в г. Эрзруме, \Турция.\ где на централной площади города сказывал многочисленным турецким слушателям казахские жыр - сказания - "Кобланды батыр", "Ер Таргын", "Темиртас" Биржан сала, "Бахтыбай и Тезек торе", "Кокшетау" С. Сейфуллина, "Батыр Баян" М.Жумабаева," О себе" Касым Аманжолова, свой сказ о  "Байгозы батыре" и отрывки из эпоса "Манас."
Эпические сказания -казахские, а также авторские жыр и отрывки кыргызского эпоса «Манас» в исполнении Баянгали Алимжанова и его айтысы записаны и хранятся в Золотом фонде республиканского радио и телевидения. Ряд видео автора есть в интернете. \ Ютуб.\
В 2013 году по инициативе и под общей редакцией Баянгали Алимжанова было издано полное собрание сочинений казахского поэта, композитора, певца Биржан сала. В его переводе и переложении эпос «Манас» в 2020 г. издан на казахском языке отдельной книгой. А в 2021 году Б.Алимжанов перевел и переложил на казахский язык и остальные две части трилогии эпоса «Манас» — « Семетей» и «Сейтек». По данным кыргызских ученых, Баянгали Алимжанов является первым и единственным поэтом в мире, переведшим и издавшим все три части великого эпоса «Манас» с кыргызского языка.

### Песни
Б.Алимжанов автор текстов многих популярных песен, таких как «Ғажайып күй», «Өкпелеме жаным», «Сен ешкашан өзгерме», «Қоштасайық», «Сүймесең сүйме», «Өмірлік менің серігім», «Дәрігер» \"Врачи"\ и др. Песня «Ғажайып күй» в исполнении группы «Азия» была одной из лучших эстрадных песен и выиграла Гран-При Казахского Радио вначале 2000-х годов.
Примечательный факт: В основном Баянгали пишет слова на музыку сына Нурлана Алимжанова. Все песни творческого тандема есть в интернете.\ Ютуб.

## Награды
- «Заслуженный деятель Казахстана» \ «Қазақстанның еңбек сіңірген қайраткері».\ (2006)
- Орден Почёта (Казахстан) (Орден «Курмет») \2021г\
- Орден «Достук» Кыргызской республики. \ (1 марта 2021) — за большой вклад в продвижение и популяризацию кыргызского эпоса «Манас» в Республике Казахстан, а также в укрепление культурного сотрудничества между Кыргызской Республикой и Республикой Казахстан[11]
- Медаль «За трудовое отличие» (каз. Ерен еңбегі үшін, 2000)
- Медаль «Халық алғысы» \ «Благодарность народа»\ 2020 г.\
- Медаль «Саякбай манасчи» . Международный фонд им. Саякбай Каралаева, Кыргызстан.
- Медаль Низами Гянжауи ТЮРКСОЙ. \ 2022 г.\
- Медаль Мухтар Ауэзова. ТЮРКСОЙ. \ 2022 г.\
- Медаль 30 лет ТЮРКСОЙ. |2023г.\
- Медаль «Еңбек ардагері» \"Ветеран труда"\
- Медаль «Мейірім» \ "Милосердие " \ Ассамблеи народов Казахстана. \2020 г.\
- Медаль Л. Гумилева. Евразийский Национальный Университет. 7.11.2019 г.
- Медаль Министерства ЧС РК.
- Медаль им. Барбары Юрковской - Навроцка. \ Польша. \
- Лауреат Международной премии им. А. Малдыбаева Союза композиторов и Министерства культуры Кыргызстана (1995)
- Почетный гражданин Енбекшильдерского района Акмолинской области
- Манасчи тюркского мира. Международная тюркская академия. 2019 г.
- Лауреат 8-го Открытого евразийского литературного фестиваля в Брюсселе. Диплом отличия от Международной ассоциации Генералы мира за мир. 2019 г. \ За роман «Сказ столетнего степняка»
- 22 Гран-При и около 100 призовых мест на Международных, Республиканских и краевых айтысах.
- 2 Гран- При и несколько призовых мест на Международных и Республиканских конкурсах жыршы- сказителей.
- Специальный приз и призовые места на конкурсах Манасчи в Кыргызстане.
- Медаль "Ибарат". Кыргызский Национальный театр  "Манас". 2024г.
- Медаль "Кюльтегин". Евразийский Национальный Университет им. Л. Гумилева. 2024г.